# Stephen Afrifa
Stephen Afrifa, né le 19 février 2001 à Toronto en Ontario, est un joueur international canadien de soccer. Il joue au poste d'attaquant au Sporting Kansas City.

## Biographie
Né à Toronto de parents originaires du Ghana,, Stephen Afrifa commence sa carrière avec l'équipe locale de Woodbridge SC (en). Il a également disputé deux rencontres en League1 Ontario, avec les Strikers lors de la saison 2018. Il a un frère jumeau, Simon Afrifa, qui a également joué au soccer avec lui aux Panthers de FIU,,,.

### Parcours universitaire
En 2019, Stephen Afrifa s'engage auprès des Panthers de l'université internationale de Floride. Le 30 août, il fait ses débuts collégiaux, lors d'une victoire face aux Bonnies de Saint Bonaventure. Le lendemain, il inscrit son premier but avec les Panthers face aux Dukes de James Madison. Une semaine plus tard, il inscrit un nouveau but contre les Dolphins de Jacksonville, puis face aux Pirates de Seton Hall le match d'après,.
En troisième année, il termine meilleur buteur de son équipe — avec huit buts. À la fin de la saison régulière, il est nommé dans la première équipe-type de la conférence USA.
Le 3 septembre 2022, lors de la saison suivante, il inscrit son premier doublé face aux Tar Heels de la Caroline du Nord. Deux jours plus tard, il est nommé joueur offensif de la semaine de la conférence American. Puis, le 16 septembre il est auteur de son deuxième doublé face au Golden Hurricane de Tulsa,. Il est de nouveau nommé joueur offensif de la semaine de la conférence American. Le 16 octobre, il inscrit à nouveau un doublé contre les Bulls de South Florida,. À la fin de la saison régulière, il est nommé dans la première équipe-type de la conférence American. Lors de la demi-finale du tournoi de l'ACC (en) face aux Tigers de Memphis, il inscrit l'unique but du match, permettant aux Panthers de se qualifier pour la finale. Il inscrit son dixième but de la saison. Ils remportent la finale face aux Bulls de South Florida,. Il est élu meilleur joueur offensif et est également sélectionné dans l'équipe-type du tournoi. Puis, le 7 décembre il est nommé demi-finaliste du trophée Hermann, mais c'est Duncan McGuire qui remporte le prix. En 63 rencontres, Stephen Afrifa inscrit 23 buts et 11 passes décisives avec les Panthers de FIU,.
Stephen Afrifa continue à jouer au soccer pendant ses vacances d'été, lorsqu'il rejoint le One Knoxville (en) en USL League Two. Le 21 mai, il marque son premier but en USL League Two contre le Tennessee SC (en) (victoire 1-0). Puis, il inscrit un doublé contre la South Carolina United (en) le 11 juin (victoire 3-1). Il inscrit 10 buts en 16 rencontres avec One Knoxville en 2022.

### Parcours en club
Le 21 décembre 2022, le Sporting Kansas City sélectionne Stephen Afrifa lors du premier tour — huitième choix au total — du repêchage universitaire de la Major League Soccer,. Il devient le sixième joueur des Panthers à être choisi au premier tour. Il signe son premier contrat professionnel avec les Wizards le 26 avril 2023. Il s'engage pour un an, avec trois saisons en option. Le 17 mai, il prend part à son premier match en Major League Soccer en entrant à la fin de la seconde mi-temps, contre Los Angeles FC. Puis, il est titularisé pour la première fois en Major League Soccer contre Austin FC, le 15 juillet. Le 1er décembre, le club annonce que son contrat est renouvelé,. Il dispute quatre matchs pour sa première saison professionnelle, principalement en tant que remplaçant,.
Le 21 mai 2024, il marque son premier but et offre sa première passe décisive en U.S. Open Cup contre le FC Tulsa,. Sa dernière titularisation en compétition officielle date alors de dix mois et six jours,. Puis, il inscrit son premier but en Major League Soccer, le 15 juin, face au Galaxy de Los Angeles,. Il récidive le match suivant contre le Real Salt Lake,. Le 29 juin, il inscrit son troisième but en championnat contre Austin FC,. Il inscrit un but de vingt-cinq yards face au Deportivo Toluca en Leagues Cup le 5 août. Il inscrit son cinquième but de la saison.

### Parcours en sélection
Stephen Afrifa est éligible pour la sélection du Canada, mais aussi pour le Ghana, pays dont il possède des origines,,,.
Le 26 février 2024, il est retenu par Mauro Biello, dans une liste provisoire de 57 joueurs pour participer au match de barrage de la Copa América,. Il ne figure toutefois pas dans la liste finale pour disputer le match contre Trinité-et-Tobago,.
Le 27 août 2024, il est convoqué pour la première fois en équipe du Canada par le sélectionneur Jesse Marsch pour participer à deux matchs amicaux, contre les États-Unis puis face au Mexique,,. Le 7 septembre, il honore sa première sélection en entrant en fin de match — à la place de Jonathan David — face aux États-Unis. La rencontre se solde par une victoire de 2-1 des Canadiens.

## Statistiques

### Statistiques en club
| Saison                | Club                  | Championnat           | Championnat | Championnat | Championnat | Coupe(s) nationale(s) | Coupe(s) nationale(s) | Coupe(s) nationale(s) | Compétition(s) continentale(s) | Compétition(s) continentale(s) | Compétition(s) continentale(s) | Compétition(s) continentale(s) | Séries | Séries | Séries | Canada | Canada | Canada | Total | Total | Total |
| Saison                | Club                  | Division              | M.          | B.          | P.d.        | M.                    | B.                    | P.d.                  | Comp.                          | M.                             | B.                             | P.d.                           | M.     | B.     | P.d.   | M.     | B.     | P.d.   | M.    | B.    | P.d.  |
| 2023                  | Sporting Kansas City  | MLS                   | 3           | 0           | 0           | 1                     | 0                     | 0                     | LC                             | 0                              | 0                              | 0                              | -      | -      | -      | -      | -      | -      | 4     | 0     | 0     |
| 2024                  | Sporting Kansas City  | MLS                   | 24          | 4           | 2           | 3                     | 1                     | 1                     | LC                             | 3                              | 1                              | 1                              | -      | -      | -      | 2      | 0      | 0      | 32    | 6     | 4     |
| 2025                  | Sporting Kansas City  | MLS                   | 4           | 0           | 0           | -                     | -                     | -                     | CCC                            | 1                              | 0                              | 0                              | -      | -      | -      | -      | -      | -      | 5     | 0     | 0     |
| Total sur la carrière | Total sur la carrière | Total sur la carrière | 31          | 4           | 2           | 4                     | 1                     | 1                     | -                              | 4                              | 1                              | 1                              | 0      | 0      | 0      | 2      | 0      | 0      | 41    | 6     | 4     |